# De Aristokatten
De Aristokatten (Engels: The Aristocats) is een Amerikaanse tekenfilm van Walt Disney Pictures uit 1970. Het is de twintigste lange animatiefilm van The Walt Disney Company. Het was tevens de eerste lange animatiefilm die uitkwam na het overlijden van Walt Disney zelf. Het scenario was nog wel door Disney persoonlijk goedgekeurd. De film werd geregisseerd door Wolfgang Reitherman.
Het verhaal gaat over een aristocratische kattenfamilie die door de butler wordt ontvoerd om zo de erfenis van zijn bazin in handen te krijgen. Een straatkat helpt hen om naar huis terug te keren.

## Verhaal
In het Parijs van 1910 wonen een moederkat Duchess en haar drie kittens, dochter Marie en de zonen Berlioz en Toulouse, in het grote huis van de gepensioneerde operazangeres Adelaide “Madame” Bonfamille, samen met de butler Edgar Balthazar, het paard Frou Frou, en Roquefort de muis, die goede vrienden is met de katten.
Op een dag laat Madame haar testament opmaken. Ze wil dat al haar bezittingen naar haar katten gaan, daar ze zelf geen familie heeft. Edgar hoort dit en is razend, hij had namelijk verwacht dat híj alles zou erven. Om zijn erfenis veilig te stellen, besluit hij zich van de katten te ontdoen. Hij doet slaappillen in hun melk. Die nacht neemt hij de slapende katten in een mand mee naar het platteland. Hij wordt echter aangevallen door twee honden, Napoleon en Lafayette, en verliest de mand bij een brug. Later die nacht ontdekt Madame dat haar katten weg zijn.
De katten ontwaken door een onweersbui uit hun slaap en besluiten hun weg terug te zoeken naar Parijs, alhoewel ze geen idee hebben waar ze zijn achtergelaten. De katten ontmoeten straatkat Thomas O'Malley. Hij en Duchess zijn onmiddellijk tot elkaar aangetrokken.  Thomas besluit hen op weg te helpen. Zo helpt hij hen een lift te krijgen van een melkboer, tot die hen betrapt en uit de wagen gooit. Ze ontsnappen ook ternauwernood aan een aankomende trein, en Marie belandt in de rivier en wordt gered door O'Malley. Hij wordt op zijn beurt gered door twee Britse ganzen die besluiten hen te vergezellen richting Parijs. Ze vinden uiteindelijk hun weg terug. Eenmaal in Parijs brengen ze de nacht door bij enkele vrienden van O’Malley, een groep straatkatten die jazzmuziek spelen. O'Malley vraagt Duchess om bij hem te blijven maar ze maakt zich zorgen om Madame en zegt hem dat ze naar haar moet terugkeren.
Terug bij Madame worden de katten opgewacht door Edgar. Hij probeert nogmaals de katten weg te werken. Ditmaal stopt hij ze in een kist die naar Timboektoe zal worden verstuurd. De katten kunnen Roquefort waarschuwen en O'Malley en de jazzkatten schieten te hulp. Door hun toedoen en die van Frou Frou belandt Edgar uiteindelijk zelf in de kist en wordt afgevoerd naar Timboektoe.
Na de plotselinge verdwijning van Edgar verandert Madame Bonfamille voor de laatste keer haar testament: haar erfenis gaat naar haar nieuw opgerichte kattenopvanghuis, waar Jazzkat met zijn band en Thomas O'Malley ook mogen wonen.

## Stemmen
De film verscheen oorspronkelijk in het Engels, en is nadien tweemaal nagesynchroniseerd voor de Nederlandstalige markt. Een wrang detail is dat de release van de eerste Nederlandse versie van de film, die gepland stond als een 'kerstfilm', op 24 december 1980 in de bioscopen zou verschijnen, precies één dag voor het verkeersongeluk van Louis Neefs die de stem van Thomas O'Malley had ingesproken. Op eerste kerstdag kwamen Neefs en zijn vrouw om het leven bij een verkeersongeval, waarbij ook hun zoon Günther Neefs zwaargewond raakte.
| Acteur                          | Personage                                                    | Nederlandstalige versie LP/Cassette 1971 | Nederlandstalige versie 1980 | Nederlandstalige versie 2008¹ |
| ------------------------------- | ------------------------------------------------------------ | ---------------------------------------- | ---------------------------- | ----------------------------- |
| Phil Harris                     | Thomas O'Malley                                              | Ton van Duinhoven                        | Louis Neefs                  | Günther Neefs                 |
| Eva Gabor & Robie Lester (zang) | Duchess/Prinses (LP versie)                                  | Jasperina de Jong                        | Wieteke van Dort             | Maaike Widdershoven           |
| Dean Clark                      | Berlioz/Lodewijk (LP versie)                                 | Odile Jansen                             | Michiel Geelen               | Wiet de Bruijn                |
| Gary Dubin                      | Toulouse/Alexander (LP versie)                               | Ida Bons                                 | Sander van Zijl              | Xavier Werner                 |
| Liz English                     | Marie/Roosje                                                 | Marianna Delgorge                        | Barbro Gulikers              | Lydia Verhoef                 |
| Roddy Maude-Roxby               | Edgar/Eduard (LP versie)                                     | Ger Smit                                 | Luc Lutz                     | Sander de Heer                |
| Hermione Baddeley               | Adelaide 'Madame' Bonfamille/Mevrouw Hooggeboren (LP versie) | Martine Bijl                             | Emmy Lopes Dias              | Diana Dobbelman               |
| Charles Lane                    | Notaris George                                               |                                          | Sacco van der Made           | Fred Meijer                   |
| Sterling Holloway               | Roquefort                                                    | Piet Ekel                                | Arnold Gelderman             | Ewout Eggink                  |
| Nancy Kulp & Ruth Buzzi (zang)  | Frou-Frou                                                    | Martine Bijl                             | Maya Bouma                   | Hilde de Mildt                |
| Pat Buttram                     | Napoleon                                                     | Henk van der Molen                       | Joan Remmelts                | Wim van Rooij                 |
| George Lindsey                  | Lafayette/Musketier (LP versie)                              | Ger Smit                                 | Joost Prinsen                | Jan Anne Drenth               |
| Scatman Crothers                | Jazz Kat/Gladjanus (LP versie)                               | Henk van der Molen                       | Willem Duyn                  | Pim Koopman                   |
| Monica Evans                    | Abigail Giebel/Isadore Babbel (LP versie)                    | Ida Bons                                 | Tonny Huurdeman              | Hetty Heyting                 |
| Carole Shelley                  | Amelia Giebel/Amilia Babbel (LP versie)                      | Carry Tefsen                             | Maya Bouma                   | Brigitte Nijman               |
| Bill Thompson                   | Oom Waldo                                                    |                                          | Harrie Geelen                | Jan Elbertse                  |
| Paul Winchell                   | Chinese Kat                                                  |                                          | Arnold Gelderman             | Huub Dikstaal                 |
| Thurl Ravenscroft               | Russische Kat                                                |                                          | Harrie Geelen                | Marcel Jonker                 |
| Lord Tim Hudson                 | Engelse Kat                                                  |                                          | Harrie Geelen                | Florus van Rooijen            |
| Vito Scotti                     | Italiaanse Kat                                               |                                          | Arnold Gelderman             |                               |
| Mel Blanc                       | Kikker                                                       |                                          |                              |                               |

¹ Op 16 april 2008 bracht Disney een speciale uitvoering van de dvd van de film De Aristokatten uit. Voor deze dvd is er een nieuwe Nederlandse nasynchronisatie gemaakt met o.a. Günther Neefs en Maaike Widdershoven.
De vertaling werd verzorgd door:
- 1971 LP/Cassette: Martine Bijl (Spreek- en liedteksten)
- 1980 Nasynchronisatie: Harrie Geelen (Spreek- en liedteksten)
- 2008 Nasynchronisatie: Harrie Geelen (Liedteksten), Hans Dasselaar (Spreekteksten),

## Achtergrond

### Uitgave
De film verscheen voor het eerst (enkel in de originele uitvoering) in de bioscoop op 11 december 1970 en werd vanaf 24 december 1980 in het Nederlands vertoond. Nadien is de originele versie opnieuw uitgebracht op 19 december 1981 en 10 april 1987. Op 1 januari 1990 verscheen de film op VHS.

### Filmmuziek
1. "The Aristocats" - Maurice Chevalier. De titelsong van de film. Het nummer werd geschreven door Robert & Richard Sherman aan het eind van hun achtjarige contract met Disney. Zanger Maurice Chevalier was eigenlijk al met pensioen toen hij instemde het nummer in te zingen voor de film.
2. "Scales and Arpeggios" - Liz English, Gary Dubin, Dean Clark, Robie Lester
3. "Thomas O'Malley Cat" - Phil Harris
4. "Everybody Wants to Be a Cat" - Phil Harris, Scatman Crothers, Thurl Ravenscroft, Vito Scotti, Paul Winchell
5. "She Never Felt Alone" - Robie Lester
6. "Ev'rybody Wants to Be a Cat (reprise)" - Phil Harris, Scatman Crothers, Thurl Ravenscroft, Vito Scotti, Paul Winchell, Ruth Buzzi, Bill Thompson

## Prijzen en nominaties
De Aristokatten won in totaal drie prijzen:
- 1972: de Sant Jordi Award voor beste kinderfilm
- 1973: de Golden Screen
- 1981: de Golden Screen met 1 ster.

### Trivia
- Het oorspronkelijke idee, een geanimeerde romantische komediemusical over pratende Franse katten, was eerder al gebruikt voor de film Gay Purr-ee (1962).
- Er stond een direct-naar-video vervolgfilm gepland, getiteld “De Aristokatten II”, maar de productie hiervan werd in 2005 gestopt.
- De stem van het personage Jazzkat zou oorspronkelijk gedaan worden door Louis Armstrong. Om die reden werd het personage gemodelleerd naar Armstrong, waaronder de manier waarop hij op de trompet speelt. Op het laatste moment trok Armstrong zich echter terug.
- De rol van het personage Oom Waldo was de laatste rol van acteur Bill Thompson. Hij stierf kort na uitkomst van de film aan een hartaanval.